# H. E. Aitken
H.E. Aitken, Harry E. Aitken ou encore Harry Aitken (4 octobre 1877, Waukesha, Wisconsin - 1er août 1956, Chicago, Illinois) est un producteur de film et scénariste américain.
Il est le fondateur de Triangle Pictures.

## Filmographie

### Comme producteur
- 1914 : The Surgeon's Experiment
- 1914 : The Life of General Villa de Christy Cabanne et Raoul Walsh
- 1915 : The Electric Alarm   de Tod Browning
- 1915 : Naissance d'une nation (The Birth of a Nation) de D. W. Griffith

### Comme scénariste
- 1914 : Home, Sweet Home de D. W. Griffith